# James Norris Memorial Trophy

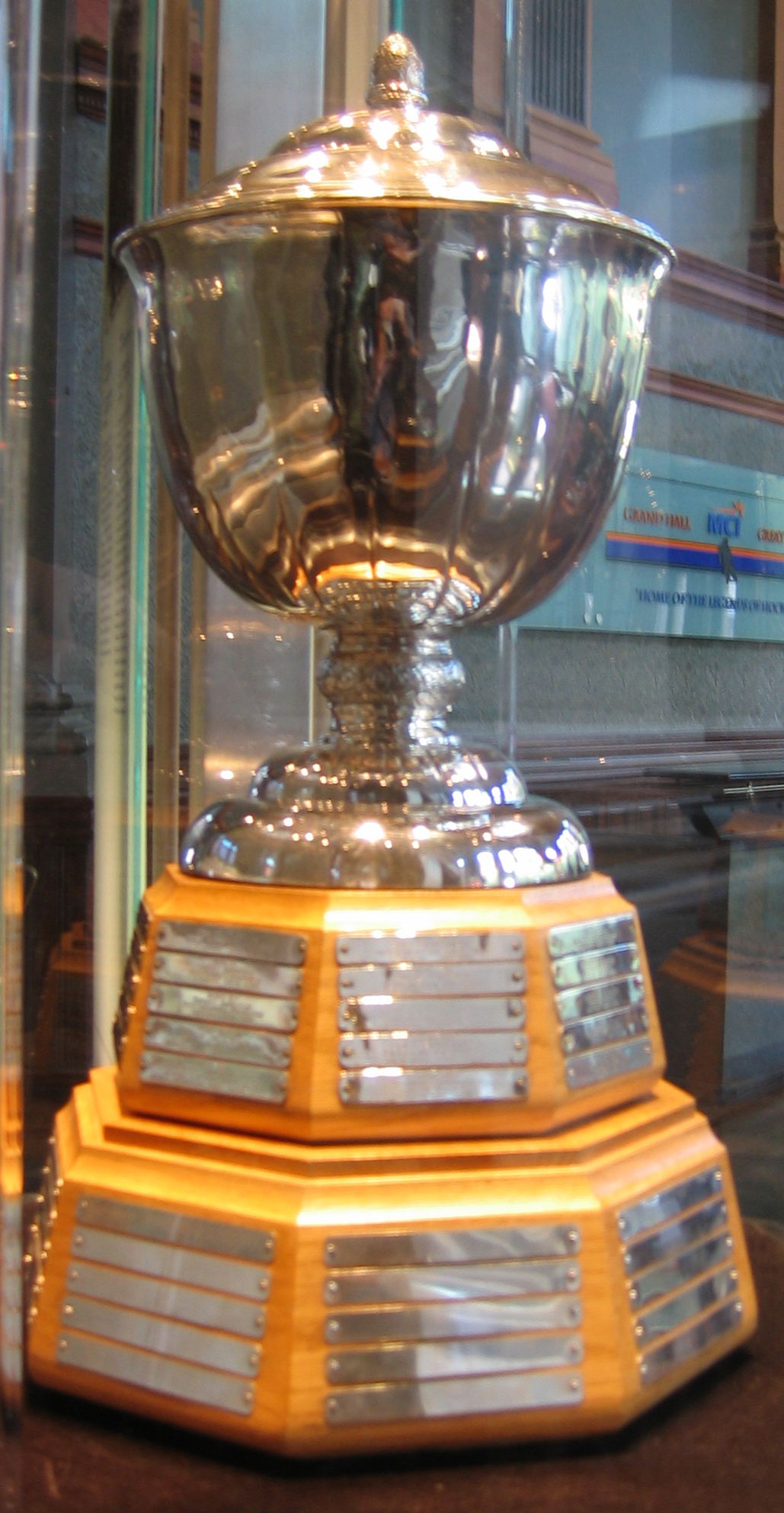
Die James Norris Memorial Trophy in der Hockey Hall of Fame in Toronto

Die James Norris Memorial Trophy ist eine Eishockey-Trophäe in der National Hockey League. Sie wird jährlich an den wertvollsten Abwehrspieler während der regulären Saison in der NHL durch eine Umfrage der Professional Hockey Writers’ Association verliehen.
Der erste Gewinner war Red Kelly von den Detroit Red Wings.
Die häufigsten Gewinner waren Bobby Orr (8 Trophäen von 1968 bis 1975), Doug Harvey (7, 1955 bis 1958 und 1960 bis 1962), Nicklas Lidström (7, 2001 bis 2003 und 2006 bis 2008, 2011) und Ray Bourque (5, 1987 bis 1988, 1990 bis 1991 und 1994).

## James Norris Memorial Trophy Gewinner
| Jahr | Spieler               | Team                  |
| ---- | --------------------- | --------------------- |
| 2025 | Cale Makar            | Colorado Avalanche    |
| 2024 | Quinn Hughes          | Vancouver Canucks     |
| 2023 | Erik Karlsson         | San Jose Sharks       |
| 2022 | Cale Makar            | Colorado Avalanche    |
| 2021 | Adam Fox              | New York Rangers      |
| 2020 | Roman Josi            | Nashville Predators   |
| 2019 | Mark Giordano         | Calgary Flames        |
| 2018 | Victor Hedman         | Tampa Bay Lightning   |
| 2017 | Brent Burns           | San Jose Sharks       |
| 2016 | Drew Doughty          | Los Angeles Kings     |
| 2015 | Erik Karlsson         | Ottawa Senators       |
| 2014 | Duncan Keith          | Chicago Blackhawks    |
| 2013 | P. K. Subban          | Montréal Canadiens    |
| 2012 | Erik Karlsson         | Ottawa Senators       |
| 2011 | Nicklas Lidström      | Detroit Red Wings     |
| 2010 | Duncan Keith          | Chicago Blackhawks    |
| 2009 | Zdeno Chára           | Boston Bruins         |
| 2008 | Nicklas Lidström      | Detroit Red Wings     |
| 2007 | Nicklas Lidström      | Detroit Red Wings     |
| 2006 | Nicklas Lidström      | Detroit Red Wings     |
| 2005 | Saison wurde abgesagt | Saison wurde abgesagt |
| 2004 | Scott Niedermayer     | New Jersey Devils     |
| 2003 | Nicklas Lidström      | Detroit Red Wings     |
| 2002 | Nicklas Lidström      | Detroit Red Wings     |
| 2001 | Nicklas Lidström      | Detroit Red Wings     |
| 2000 | Chris Pronger         | St. Louis Blues       |
| 1999 | Al MacInnis           | St. Louis Blues       |
| 1998 | Rob Blake             | Los Angeles Kings     |
| 1997 | Brian Leetch          | New York Rangers      |
| 1996 | Chris Chelios         | Chicago Blackhawks    |
| 1995 | Paul Coffey           | Detroit Red Wings     |
| 1994 | Ray Bourque           | Boston Bruins         |
| 1993 | Chris Chelios         | Chicago Blackhawks    |
| 1992 | Brian Leetch          | New York Rangers      |
| 1991 | Ray Bourque           | Boston Bruins         |
| 1990 | Ray Bourque           | Boston Bruins         |
| 1989 | Chris Chelios         | Montréal Canadiens    |
| 1988 | Ray Bourque           | Boston Bruins         |
| 1987 | Ray Bourque           | Boston Bruins         |
| 1986 | Paul Coffey           | Edmonton Oilers       |
| 1985 | Paul Coffey           | Edmonton Oilers       |
| 1984 | Rod Langway           | Washington Capitals   |
| 1983 | Rod Langway           | Washington Capitals   |
| 1982 | Doug Wilson           | Chicago Blackhawks    |
| 1981 | Randy Carlyle         | Pittsburgh Penguins   |
| 1980 | Larry Robinson        | Montréal Canadiens    |
| 1979 | Denis Potvin          | New York Islanders    |
| 1978 | Denis Potvin          | New York Islanders    |
| 1977 | Larry Robinson        | Montréal Canadiens    |
| 1976 | Denis Potvin          | New York Islanders    |
| 1975 | Bobby Orr             | Boston Bruins         |
| 1974 | Bobby Orr             | Boston Bruins         |
| 1973 | Bobby Orr             | Boston Bruins         |
| 1972 | Bobby Orr             | Boston Bruins         |
| 1971 | Bobby Orr             | Boston Bruins         |
| 1970 | Bobby Orr             | Boston Bruins         |
| 1969 | Bobby Orr             | Boston Bruins         |
| 1968 | Bobby Orr             | Boston Bruins         |
| 1967 | Harry Howell          | New York Rangers      |
| 1966 | Jacques Laperrière    | Montréal Canadiens    |
| 1965 | Pierre Pilote         | Chicago Blackhawks    |
| 1964 | Pierre Pilote         | Chicago Blackhawks    |
| 1963 | Pierre Pilote         | Chicago Blackhawks    |
| 1962 | Doug Harvey           | New York Rangers      |
| 1961 | Doug Harvey           | Montréal Canadiens    |
| 1960 | Doug Harvey           | Montréal Canadiens    |
| 1959 | Tom Johnson           | Montréal Canadiens    |
| 1958 | Doug Harvey           | Montréal Canadiens    |
| 1957 | Doug Harvey           | Montréal Canadiens    |
| 1956 | Doug Harvey           | Montréal Canadiens    |
| 1955 | Doug Harvey           | Montréal Canadiens    |
| 1954 | Red Kelly             | Detroit Red Wings     |